# Le Tramway
Pour les articles homonymes, voir Tramway (homonymie).
Le Tramway est un roman de Claude Simon publié le 15 mars 2001 aux éditions de Minuit.

## Résumé
L’œuvre autobiographique narre un séjour à l'hôpital et les réminiscences de son enfance à Perpignan, le tramway de Perpignan qui reliait le cinéma Castillet sur le boulevard Wilson, à la plage de Canet, pendant l'entre-deux-guerres.
L'auteur compare les trois mondes qui se côtoyaient à Perpignan : le peuple (nombreux), la bourgeoisie et l'aristocratie, alors que dans un quatrième monde (l'hôpital) il n'y a plus de distinctions de classe.

## Éditions
- Le Tramway, éditions de Minuit, 2001  (ISBN 2707317322).